# Maddie Hinch
Madeleine Clare Hinch (Horsham, 8 de octubre de 1988), conocida como Maddie Hinch, es una exjugadora británica de hockey sobre césped.

## Trayectoria
Hinch disputó sus primeros Juegos Olimpicos en Río 2016. En el torneo derrotó a Países Bajos en la final y obtuvo la medalla de oro por primera vez en la historia de la selección femenina de hockey. En los juegos olímpicos de Tokio 2020 obtuvo la medalla de bronce al vencer a India en la final por el tercer puesto.